# Ängemyrarna
Ängemyrarna är ett naturreservat i Årjängs kommun i Värmlands län.
Området är naturskyddat sedan 2011 och är 56 hektar stort. Reservatet omfattar mindre myrområden och sluttningar. Reservatet består av brandpräglad talöurskog med gran och lövträd i svackor. 